# 客員研究員
客員研究員 (きゃくいんけんきゅういん、Visiting Scholar, Visiting Researcher, Guest Researcher, Visiting Fellow)とは、大学や研究所などにおいて、非常勤の客員として遇する研究員（講師）のこと。
採用元が報酬を支払う義務はない。ただし報酬等が支払われる場合は招聘研究員と呼ばれることもある。ただし、これらにおいて明確な呼称は定められていない。

## 日本における称号
通常は、教授会、幹部会などの書類審査等で客員研究員（講師）として遇される。社会的に功績のある者、アスリートなど実績を残した者なら学歴不問の場合も少なくない。
講義を担当する場合は、客員教授（Visiting Professor、Guest Professor）、客員講師（Visiting Lecturer, Guest Lecturer）、非常勤講師（Parttime lecturers）等として遇される。ただし、これらにおいて明確な呼称は定められていない。この場合も採用元が報酬を支払う義務はないが、交通費等としてが支払われる場合もある。

## アメリカにおける称号
アメリカでは客員研究員を受け入れる場合、サマースクールのような短期のものでない限り、Visiting Scholar など冒頭記述にある称号を贈呈・授与することがある。